# Thilo Kehrer
Jan Thilo Kehrer (* 21. September 1996 in Tübingen) ist ein deutscher Fußballspieler. Er agiert meist als Innenverteidiger und als defensiver Mittelfeldspieler, wird aber auch als rechter Außenverteidiger eingesetzt. Er steht seit Januar 2024 bei der AS Monaco unter Vertrag.

## Vereinskarriere

### Anfänge
Thilo Kehrer, Sohn einer burundischen Mutter und eines deutschen Vaters, wurde im baden-württembergischen Tübingen geboren. Von 1999 bis 2005 spielte er für die TSG Tübingen. Nach sechs Jahren zog es ihn zum SSV Reutlingen 05. Nach vier Jahren in Reutlingen wechselte er in das Nachwuchsleistungszentrum des VfB Stuttgart. 2012 folgte der Wechsel in das Nachwuchsleistungszentrum (Knappenschmiede) des FC Schalke 04.

### FC Schalke 04
Kehrer war in seiner ersten Saison in der B-Jugend Leistungsträger und erzielte in 25 Einsätzen fünf Tore. Er spielte in dieser Spielzeit ausschließlich als Innenverteidiger. Am Ende gewann er mit seiner Mannschaft die westdeutsche Meisterschaft und wurde Westfalenpokalsieger. In dieser Spielzeit stand er auch viermal im Kader der A-Jugend und kam dreimal zum Einsatz. Für die Spielzeit 2013/14 war er fest für den Kader der A-Junioren vorgesehen, in dem er seine Stammposition auf der Sechs fand, half aber auch in der Innenverteidigung und als rechter Außenverteidiger aus. Er sammelte auch in der UEFA Youth League Erfahrungen. Dort schied man im Halbfinale gegen den FC Barcelona aus. Am Ende der Saison wurde er mit der A-Jugend  westdeutscher Meister und Westfalenpokalsieger. In der Folgesaison 2014/15 wurde Kehrer Mannschaftskapitän.
Am 6. Dezember 2014, dem 14. Spieltag der Saison 2014/15, stand er erstmals im Profikader der Schalker, blieb aber beim 4:0-Auswärtssieg gegen seinen ehemaligen Klub VfB Stuttgart ohne Einsatz. Kehrer wurde von Roberto Di Matteo ins Trainingslager nach Katar eingeladen, in dem er sich im ersten Testspiel gegen Ajax Amsterdam verletzte und ausgewechselt wurde. Zur Saison 2015/16 rückte Kehrer in die Profimannschaft auf und erhielt die Rückennummer 20. Sein Vertrag wurde hierfür per Option um ein Jahr verlängert. Er unterschrieb allerdings auch bei Inter Mailand einen Vertrag. Zum Trainingsstart im Juli 2015 erschien er jedoch nicht und hielt sich stattdessen privat in Stuttgart fit. Erst im August 2015 kehrte er zum FC Schalke 04 zurück und trainierte zunächst mit der zweiten Mannschaft. Horst Heldt sprach davon, dass Kehrer falsch beraten wurde. Sein Berater bekam deshalb Hausverbot. Seit dem 15. Oktober 2015 trainierte er wieder mit der ersten Mannschaft. Sein am Saisonende auslaufender Vertrag wurde im Januar 2016 um drei Jahre verlängert.
Am 6. Februar 2016 gab er beim 3:0-Heimsieg gegen den VfL Wolfsburg sein Bundesligadebüt, als er in der 90. Spielminute für Johannes Geis eingewechselt wurde. Am 1. April 2017 schoss er sein erstes Bundesligator zum 1:1-Endstand im Spiel gegen Borussia Dortmund.

### Paris Saint-Germain
Zur Saison 2018/19 wechselte Kehrer für 37 Millionen Euro in die Ligue 1 zu Paris Saint-Germain. Er unterschrieb beim von Thomas Tuchel trainierten französischen Meister einen Vertrag mit einer Laufzeit bis zum 30. Juni 2023. Am 25. August 2018 gab er beim 3:1-Sieg gegen SCO Angers sein Debüt.

### West Ham United
Nachdem ihm in Paris ein Platz in der ersten Mannschaft nicht hatte zugesichert werden können, wechselte Kehrer im August 2022 zum englischen Erstligisten West Ham United. Dort erhielt er einen Vierjahresvertrag, der um zwei weitere Jahre verlängert werden kann.

### AS Monaco
Anfang Januar 2024 kehrte Kehrer in die Ligue 1 zurück und wechselte bis zum Ende der Saison 2023/24 auf Leihbasis zur AS Monaco. Unter dem Österreicher Adi Hütter war er Stammspieler und absolvierte 15 Ligaspiele (alle von Beginn), in denen er ein Tor erzielte. Die Mannschaft wurde Vizemeister und qualifizierte sich damit für die Champions League.
Zur Saison 2024/25 wurde Kehrer fest verpflichtet und mit einem Vertrag bis zum 30. Juni 2028 ausgestattet.

## Nationalmannschaft
Kehrer machte sein erstes Spiel für die deutsche U-16-Nationalmannschaft am 23. Mai 2012 bei einem 5:0-Sieg gegen die Auswahl Dänemarks. Er erzielte sein erstes Tor für diese Jugendmannschaft in der 48. Minute. Kehrer stand bis zum 31. März 2013 regelmäßig im Kader für die deutsche U-17, für die er zwölfmal auflief.
Bei der U-19-Fußball-Europameisterschaft 2015 in Griechenland kam Kehrer bei allen drei Gruppenspielen für die deutsche U-19 zum Einsatz und erzielte ein Tor, aber auch ein Eigentor im Spiel gegen Russland. Zudem ist er seit 2015 Nationalspieler der deutschen U-20. Sein erstes Spiel machte er am 7. Oktober 2015 gegen die Türkei. Nur drei Tage später markierte er beim 2:1 gegen die U-20 der Niederlande sein erstes Länderspieltor. Am 12. November 2015 führte er die Mannschaft erstmals als Kapitän aufs Spielfeld.
Am 24. März 2017 gab Kehrer sein Debüt in der deutschen U-21 Nationalmannschaft. Bei der U-21-EM 2017, bei der er mit Deutschland den Titel gewann, kam er im Halbfinale gegen England zu einem Einsatz.
Am 29. August 2018 nominierte ihn Nationaltrainer Joachim Löw für das Spiel gegen Frankreich in der Gruppe 1 der „Liga A“ der UEFA Nations League sowie für das Testspiel gegen Peru. Gegen Peru bestritt er am 9. September 2018 sein erstes Spiel für die A-Auswahl.
Im November 2022 wurde er von Trainer Hansi Flick in den Deutschland-Kader für die Fußball-Weltmeisterschaft 2022 berufen.

## Titel

### Verein
International
- Conference-League-Sieger: 2023 (West Ham United)

Deutschland
- A-Junioren-Meister: 2015 (FC Schalke 04)
- Meister der A-Junioren-Bundesliga West (3): 2013, 2014, 2015 (alle FC Schalke 04)
- Meister der B-Junioren-Bundesliga West: 2013 (FC Schalke 04)

Frankreich
- Meister (3): 2019, 2020, 2022 (alle Paris Saint-Germain)
- Pokalsieger (2): 2020, 2021 (beide Paris Saint-Germain)
- Supercupsieger (3): 2019, 2020, 2022 (alle Paris Saint-Germain)
- Ligapokalsieger: 2020 (Paris Saint-Germain)

### Nationalmannschaft
- U21-Europameister: 2017

## Sonstiges
Kehrer gehörte 2012/13 zu den besten Fußballern seiner Altersklasse. Er ist auf mehreren Positionen einsetzbar: So spielt er im Verein in der Innenverteidigung oder im defensiven Mittelfeld und in der Nationalmannschaft als rechter Außenverteidiger. Durch seine taktischen und athletischen Fähigkeiten rückte Kehrer Anfang 2015 in den Fokus des italienischen Vereins Inter Mailand.
Kehrer besuchte die Geschwister-Scholl-Schule Tübingen (Gymnasium) und anschließend die Gesamtschule Berger Feld in Gelsenkirchen, die er 2015 mit dem Abitur verließ.
Seit März 2018 ist Kehrer als Schirmherr für die Hilfsorganisation Anstoß zur Hoffnung e. V. tätig. Mit seinem Engagement setzt sich Kehrer dabei für den Friedensprozess und den Kampf gegen Armut im Heimatland seiner Mutter Burundi ein.
Im Fußball-Motivations-Buch Was macht Dich stark? (2018) von David Kadel ist Thilo Kehrer einer der Protagonisten, neben Jürgen Klopp, Heiko Herrlich, David Alaba, Daniel Didavi, Sandro Schwarz, Davie Selke, James Rodríguez, Robert Bauer.
Kehrer ist seit 2020 Vater einer Tochter.